# Женска фудбалска репрезентација Панаме
Женска фудбалска репрезентација Панаме (шп. Selección femenina de fútbol de Panama), је женски фудбалски тим који представља Јамајку на међународним такмичењима и такмичи се у Конфедерацији фудбалског савеза Северне, Централне Америке и Кариба (Конкакаф).

## Историја
Панама се први пут квалификовала за женски златни куп Конкакафа 2002. године након што је обезбедила једно од два места у квалификацијама за зону Централне Америке. Постигле су резултат 1 победа, 0 нерешених и 2 изгубљене утакмице на Златном купу за жене Конкакафа 2002. године и нису се квалификовале за нокаут рунду.
Панама се још једном квалификовала за женски златни куп 2006. године након победе у својој квалификационој групи. Панама је изгубила свој меч првог кола резултатом 2 : 1 од Јамајке и елиминисана је.
Панама није учествовала на квалификационом турниру за Светско првенство у Конкакафу за жене 2010. јер није ушла у квалификације за Централну Америку.
Панама је први пут учествовала на Централноамеричким играма 2003. године. Оствариле су скор од 1–0–1 и пласирали се у полуфинале, где су изгубили од Костарике. Панама је завршила на четвртом месту након што је изгубила меч за треће место од Гватемале.
Панама је завршила на другом месту у својој групи у квалификацијама за Централну Америку 2014. године и није се квалификовала за Конкакафово женско првенство 2014. године пошто је даље ишао само победник групе.
На Централноамеричким играма 2017. Панама је поправила резултат од пре четири победивши Салвадор на пенале и завршила на трећем месту.

### Конкакафов шампионат за жене
| Конкакафов шампионат за жене резултати | Конкакафов шампионат за жене резултати | Конкакафов шампионат за жене резултати | Конкакафов шампионат за жене резултати | Конкакафов шампионат за жене резултати | Конкакафов шампионат за жене резултати | Конкакафов шампионат за жене резултати | Конкакафов шампионат за жене резултати |                  | Квалификациони резултати | Квалификациони резултати | Квалификациони резултати | Квалификациони резултати | Квалификациони резултати | Квалификациони резултати |
| Година                                 | Резултат                               | Ута                                    | Поб                                    | Нер*                                   | Изг                                    | ГД                                     | ГП                                     | Ута              | Поб                      | Нер*                     | Изг                      | ГД                       | ГП                       |                          |
| -------------------------------------- | -------------------------------------- | -------------------------------------- | -------------------------------------- | -------------------------------------- | -------------------------------------- | -------------------------------------- | -------------------------------------- | ---------------- | ------------------------ | ------------------------ | ------------------------ | ------------------------ | ------------------------ | ------------------------ |
| 1991.                                  | Није учествовала                       | Није учествовала                       | Није учествовала                       | Није учествовала                       | Није учествовала                       | Није учествовала                       | Није учествовала                       | Није учествовала | Није учествовала         | Није учествовала         | Није учествовала         | Није учествовала         | Није учествовала         |                          |
| 1993.                                  | Није учествовала                       | Није учествовала                       | Није учествовала                       | Није учествовала                       | Није учествовала                       | Није учествовала                       | Није учествовала                       | Није учествовала | Није учествовала         | Није учествовала         | Није учествовала         | Није учествовала         | Није учествовала         |                          |
| 1994.                                  | Није учествовала                       | Није учествовала                       | Није учествовала                       | Није учествовала                       | Није учествовала                       | Није учествовала                       | Није учествовала                       | Није учествовала | Није учествовала         | Није учествовала         | Није учествовала         | Није учествовала         | Није учествовала         |                          |
| 1998.                                  | Није учествовала                       | Није учествовала                       | Није учествовала                       | Није учествовала                       | Није учествовала                       | Није учествовала                       | Није учествовала                       | Није учествовала | Није учествовала         | Није учествовала         | Није учествовала         | Није учествовала         | Није учествовала         |                          |
| 2000.                                  | Није учествовала                       | Није учествовала                       | Није учествовала                       | Није учествовала                       | Није учествовала                       | Није учествовала                       | Није учествовала                       | Није учествовала | Није учествовала         | Није учествовала         | Није учествовала         | Није учествовала         | Није учествовала         |                          |
| 2002.                                  | Групна фаза                            | 3                                      | 1                                      | 0                                      | 2                                      | 5                                      | 16                                     | 4                | 2                        | 0                        | 2                        | 8                        | 12                       |                          |
| 2006.                                  | Прво коло                              | 1                                      | 0                                      | 0                                      | 1                                      | 0                                      | 2                                      | 2                | 2                        | 0                        | 0                        | 5                        | 0                        |                          |
| 2010.                                  | Није учествовала                       | Није учествовала                       | Није учествовала                       | Није учествовала                       | Није учествовала                       | Није учествовала                       | Није учествовала                       | Није учествовала | Није учествовала         | Није учествовала         | Није учествовала         | Није учествовала         | Није учествовала         |                          |
| 2014.                                  | Није се квалификовала                  | Није се квалификовала                  | Није се квалификовала                  | Није се квалификовала                  | Није се квалификовала                  | Није се квалификовала                  | Није се квалификовала                  | 3                | 2                        | 0                        | 1                        | 17                       | 3                        |                          |
| 2018.                                  | Четврто место                          | 5                                      | 2                                      | 1                                      | 2                                      | 7                                      | 14                                     | 3                | 2                        | 0                        | 1                        | 11                       | 5                        |                          |
| Укупно                                 | Четврто место                          | 9                                      | 3                                      | 1                                      | 5                                      | 12                                     | 32                                     | 12               | 8                        | 0                        | 4                        | 41                       | 20                       |                          |

*Означава нерешене утакмице укључујући нокаут мечеве одлучене извођењем једанаестераца.

### Панамеричке игре
| Панамеричке игре резултати | Панамеричке игре резултати | Панамеричке игре резултати | Панамеричке игре резултати | Панамеричке игре резултати | Панамеричке игре резултати | Панамеричке игре резултати | Панамеричке игре резултати |
| Година                     | Рез                        | Ута                        | Поб                        | Нер*                       | Изг                        | ГД                         | ГП                         |
| -------------------------- | -------------------------- | -------------------------- | -------------------------- | -------------------------- | -------------------------- | -------------------------- | -------------------------- |
| 1999.                      | Није учествовала           | Није учествовала           | Није учествовала           | Није учествовала           | Није учествовала           | Није учествовала           | Није учествовала           |
| 2003.                      | Није учествовала           | Није учествовала           | Није учествовала           | Није учествовала           | Није учествовала           | Није учествовала           | Није учествовала           |
| 2007.                      | Групна фаза                | 4                          | 0                          | 1                          | 3                          | 2                          | 8                          |
| 2011.                      | Није се квалификовала      | Није се квалификовала      | Није се квалификовала      | Није се квалификовала      | Није се квалификовала      | Није се квалификовала      | Није се квалификовала      |
| 2015.                      | Није се квалификовала      | Није се квалификовала      | Није се квалификовала      | Није се квалификовала      | Није се квалификовала      | Није се квалификовала      | Није се квалификовала      |
| 2019.                      | Пето место                 | 4                          | 0                          | 1                          | 3                          | 3                          | 10                         |
| Укупно                     | Пето место                 | 8                          | 0                          | 2                          | 6                          | 5                          | 18                         |

*Означава нерешене утакмице укључујући нокаут мечеве одлучене извођењем једанаестераца.

### Централноамеричке игре
| Централноамеричке игре резултати | Централноамеричке игре резултати | Централноамеричке игре резултати | Централноамеричке игре резултати | Централноамеричке игре резултати | Централноамеричке игре резултати | Централноамеричке игре резултати | Централноамеричке игре резултати |             |
| Година                           | Резултат                         | Ута                              | Поб                              | Нер*                             | Изг                              | ГД                               | ГП                               |             |
| -------------------------------- | -------------------------------- | -------------------------------- | -------------------------------- | -------------------------------- | -------------------------------- | -------------------------------- | -------------------------------- | ----------- |
| 2001.                            | Није учествовала                 | Није учествовала                 | Није учествовала                 | Није учествовала                 | Није учествовала                 | Није учествовала                 | Није учествовала                 |             |
| 2013.                            | Четврто место                    | 4                                | 1                                | 0                                | 3                                | 8                                | 13                               |             |
| 2017.                            | Бронзана медаља                  | 5                                | 1                                | 2                                | 2                                | 8                                | 10                               |             |
| 2022.                            | Није играно                      | Није играно                      | Није играно                      | Није играно                      | Није играно                      | Није играно                      | Није играно                      | Није играно |
| Укупно                           | Бронзана медаља                  | 9                                | 2                                | 2                                | 5                                | 16                               | 23                               |             |

*Означава нерешене утакмице укључујући нокаут мечеве одлучене извођењем једанаестераца.